# Georges Lambelet
Georges Lambelet ou Georgios Lambelet (en grec moderne : Γεώργιος Λαμπελέτ), né à Corfou le 24 décembre 1875 et décédé à Athènes le 31 octobre 1945, était un compositeur, musicologue et critique musical grec. Il a écrit des chansons, des chœurs et partitions instrumentales, ainsi que des ouvrages de théorie relatifs à la musique nationale et populaire grecque. Il est considéré comme l'un des pionniers de l'École Nationale de Musique grecque.

## Biographie
Georges Lambelet fait partie d'une famille originaire de Suisse installée en Grèce . Il reçoit ses premières leçons de musique dans sa famille (son grand-père et son père sont compositeurs), puis poursuit ses études musicales au conservatoire San Pietro a Majella de Naples de 1895 à 1901. De retour en Grèce il a enseigné la musique à l'école du Varvakeion. Il a également occupé des postes d'enseignement et de direction au conservatoire du Pirée.
En tant que critique d'art et surtout de musique, Lambelet était un adversaire de l'occidentalisation de l'art, au moins telle que perçue dans les œuvres de l'École des îles Ioniennes .
Il est le frère du compositeur Napoleon Lambelet (1864-1932).
Une rue Georgios Lambelet est nommée en son honneur à Limassol, la deuxième ville de Chypre .

## Œuvres musicales
- Η Γιορτή (I giorti) : La fête, poème symphonique, 1907.

## Publications
- (el) « Η Εθνική μουσική : η λαϊκή (La musique nationale : la musique populaire) », Panathinaia B΄,‎ 15 novembre 1901, p. 82-90.
- (el) « Η Εθνική μουσική (La musique nationale) », Panathinaia B΄,‎ 30 novembre 1901, p. 126-131.
- (el) Μουσική και ποίησις (Musique et Poésie), Athènes,‎ 1926.
- (el) Ο εθνικισμός στην τέχνη και η ελληνική δημώδης μουσική (Le nationalisme dans l’art et la musique démotique hellénique), Athènes,‎ 1928.
- La musique populaire grecque, 60 chants populaires harmonisés, avec une étude critique, Athènes, 1933-1934.
- La musique populaire grecque. Chants et danses : étude critique, transcription et harmonisation, Athènes, Constantinidès, 1934, 196 p.

## Sources
- Giórgos Leotsákos, « Lambelet », The New Grove Dictionary of Music and musicians, Londres, 1990.
- (en) Bliss Sheryl Little, Folk Song and the Construction of Greek National Music : Writings and Compositions of Georgios Lambelet, Manolis Kalomiris and Yannis Constantinidis, UMI, 2005, 369 p.
- Georges Kokkonis, « Composer l’identité nationale : la musique grecque au miroir de la littérature musicologique », Études balkaniques, vol. 13,‎ 2006 (lire en ligne).